# James Fox (acteur)
Pour les articles homonymes, voir James Fox et Fox.
Ne doit pas être confondu avec Jamie Foxx.
James Fox, de son vrai nom William Fox, est un acteur britannique né le 19 mai 1939 à Londres, Royaume-Uni.

## Biographie
Né d'une famille de théâtre (son frère aîné Edward Fox et son fils Laurence Fox sont également acteurs), William Fox fait ses débuts au cinéma alors qu'il n'est encore qu'un enfant (11 ans), dans La famille Miniver, suite du film Mrs. Miniver datant de 1942. La même année, il tient le rôle de Johnny Brent dans The magnet. Lorsqu'on commence à lui proposer des rôles « d'adultes », il change de prénom pour devenir James Fox. Il devient une tête d'affiche grâce à Ces merveilleux fous volants dans leurs drôles de machines en 1965. Dans les années 1980, il continue ses rôles d'aristocrates, spécifiquement dans La Route des Indes et La Maison Russie. Il reste surtout célèbre pour son rôle dans The Servant de Joseph Losey.

## Filmographie

### Cinéma
- 1950 : L'Histoire des Miniver (The Miniver story) de H.C. Potter
- 1950 : The Magnet de Charles Frend
- 1951 : One Wild Oat de Charles Saunders
- 1962 : La Solitude du coureur de fond de Tony Richardson
- 1963 : Tamahine de Philip Leacock
- 1963 : The Servant de Joseph Losey
- 1965 : Ces merveilleux fous volants dans leurs drôles de machines de Ken Annakin
- 1965 : Un caïd de Bryan Forbes
- 1966 : La Poursuite impitoyable, (The Chase) d'Arthur Penn
- 1967 : Millie de George Roy Hill
- 1967 : Arabella de Mauro Bolognini
- 1968 : Isadora de Karel Reisz
- 1968 : Duffy, le renard de Tanger de Robert Parrish
- 1968 : Performance de Donald Cammell et Nicolas Roeg
- 1978 : Les Chemins de l'exil ou les dernières années de Jean-Jacques Rousseau de Claude Goretta
- 1983 : Anna Pavlova de Emil Loteanu : Victor D'André
- 1984 : Greystoke, la légende de Tarzan de Hugh Hudson
- 1984 : La Route des Indes de David Lean
- 1986 : Comrades de Bill Douglas
- 1986 : Le Dénonciateur (The Whistle Blower) de Simon Langton
- 1986 : Absolute Beginners de Julien Temple
- 1987 : Soleil grec de Clare Peploe
- 1989 : L'Adieu au Roi de John Milius
- 1989 : The Mighty Quinn de Carl Schenkel
- 1990 : La Maison Russie de Fred Schepisi
- 1991 : Double vue de Mark Peploe
- 1992 : Comme il vous plaira de Christine Edzard
- 1992 : Jeux de guerre de Phillip Noyce
- 1993 : Les Vestiges du jour de James Ivory
- 1996 : Never Ever de Charles Finch
- 1997 : Anna Karenine de Bernard Rose
- 1999 : Mickey les yeux bleus de Kelly Makin
- 1999 : Il suffit d'une nuit de Philip Haas
- 2000 : La Coupe d'or de James Ivory
- 2000 : Sexy Beast de Jonathan Glazer
- 2001 : The Mystic masseur de Ismail Merchant
- 2004 : Le Prince et Moi de Martha Coolidge
- 2005 : Charlie et la Chocolaterie de Tim Burton
- 2009 : Sherlock Holmes de Guy Ritchie
- 2010 : The Kid de Nick Moran
- 2010 : Wide Blue Yonder de Robert Young
- 2012 : Menace d'État (Cleanskin) de Hadi Hajaig
- 2013 : Moi, moche et méchant 2 de Pierre Coffin
- 2013 : The Double de Richard Ayoade : le colonel
- 2014 : Effie de Richard Laxton : Charles Lock Eastlake

### Télévision
- 1994 : Fortitude (Fall From Grace) (téléfilm) de Larry Collins : Colonel Ridley (VHS TF1 Vidéo)
- 1996 : Les Voyages de Gulliver (Gulliver's Travels) (mini-série) de Charles Sturridge : Docteur Bates
- 2001 : Les Aventuriers du monde perdu (The Lost World) (téléfilm) de Stuart Orme : Professeur Leo Summerlee
- 2004 : Hercule Poirot (série télévisée) : Colonel Race (épisode 9.03 : Mort sur le Nil)
- 2004 : Miss Marple (série télévisée) : Colonel Arthur Bantry (épisode 1.01 : Un cadavre dans la bibliothèque)
- 2005 : Colditz : La Guerre des évadés (Colditz) (téléfilm) : Lt. Colonel Jimmy Fordham
- 2009 : Margaret (téléfilm) de James Kent : Charles Powell
- 2009 : Inspecteur Lewis (série télévisée) : Professor Norman Deering (épisode 3.01 : De l'autre côté du miroir)
- 2010 : Inspecteur Barnaby (série télévisée) : Sir Michael Fielding (épisode 13.05 : La musique en héritage)
- 2014 : Meurtres au paradis (série télévisée) : Le père d'Humphreys (épisode 8.04)
- 2014 : De cœur inconnu (Rosamunde Pilcher : Unknown Heart) (téléfilm) : Ludlow

## Distinctions
- BAFTA Film Awards 1964 : Meilleur nouvel acteur dans un rôle principal pour The Servant